# 대한민국 민법 제326조
대한민국 민법 제326조는 피담보채권의 소멸시효에 대한 민법 물권법 유치권상 조문이다.

## 조문
326조(피담보채권의 소멸시효) 유치권의 행사는 채권의 소멸시효의 진행에 영향을 미치지 아니한다.

第326條(被擔保債權의 消滅時效) 留置權의 行使는 債權의 消滅時效의 進行에 影響을 미치지 아니한다.

## 참고 문헌
- 오현수, 일본민법, 진원사, 2014. ISBN 978-89-6346-345-2
- 오세경, 대법전, 법전출판사 , 2014 ISBN 978-89-262-1027-7
- 이준현 , LOGOS 민법 조문판례집, 미래가치, 2015. ISBN 979-1-155-02086-9